# Château de Ravensworth
Le château de Ravensworth est un bâtiment en ruine classé Grade II* situé à Lamesley, Tyne et Wear, en Angleterre. Le bâtiment a été détruit et reconstruit à plusieurs reprises et était le siège des barons de Ravensworth, les Liddell.

## Histoire
Le château aurait pu commencer comme une tour solaire, qui aurait pu être ajoutée à un manoir existant vers 1315. D'autres tours semblent avoir été ajoutées progressivement au cours du XIVe siècle.
L'un des premiers propriétaires est Fitz-Marmaduke, le vicomte Lumley et Gascoigne. En 1607, le château est acheté par Thomas Liddell, un riche marchand de Newcastle upon Tyne. Liddell et sa famille conservent le domaine pendant les 300 années suivantes. Une grande partie de leur fortune provient de l'exploitation du charbon sur ces terres, à partir du début du XVIIe siècle.
En 1724, Henry Liddell construit un manoir important dans l'enceinte du château, mais celui-ci est démoli en 1808 par Thomas Liddell et remplacé par une grande maison conçue dans le style néo-gothique par l'architecte John Nash. Le duc de Wellington y est reçu en octobre 1827.
Georgiana, Lady Bloomfield, fille de Thomas Liddell, écrit sur sa visite au château en 1831, alors qu'elle est encore enfant.
Vers 1935, la famille commence à extraire du charbon directement sous la maison, la démolition du bâtiment commençant à peu près au même moment. L'intention est d'utiliser les décombres pour construire un village modèle, mais avec l'interruption de la Seconde Guerre mondiale, seules trois maisons sont créées. La majorité de la maison est démolie en 1953.